# Melittia hervei
Melittia hervei is een vlinder uit de familie wespvlinders (Sesiidae), onderfamilie Sesiinae.
Melittia hervei is voor het eerst wetenschappelijk beschreven door Le Cerf in 1917. De soort komt voor in het Neotropisch gebied.